# 国際非暴力デー
国際非暴力デー（こくさいひぼうりょくデー）は、マハトマ・ガンディーの誕生日である10月2日に因んで設けられた。インドではガンディー生誕記念日と呼ばれる。

## 概要
2004年1月に、イランのノーベル平和賞受賞者シーリーン・エバーディーは、非暴力に関する国際デーを設ける提案を、ボンベイの世界社会フォーラムにおいて、パリで留学生にヒンディー語を教えている教師から受け取った。
この案を採用するために国連に呼ばれたソニア・ガンディーと大司教デズモンド・ツツが2007年1月に行ったニューデリーの非暴力不服従会議決議までの間に、インド国民会議の何人かのリーダーの興味を徐々に引き付けた。
2007年6月15日に、国連総会は、非暴力の国際デーを10月2日にすることを投票により決定した。